# Carl Loewe
Johann Carl Gottfried Loewe (Löbejün, prop de Halle, 30 de novembre de 1796 - Kiel, 20 d'abril de 1869), generalment anomenat Carl Löwe o Loewe, fou un compositor de balades alemany.

## Biografia
Era el dotzè dels fills d'un mestre pobre d'escola i fou nen de cor a Cothen, passant després al col·legi de la fundació Francke, on va rebre lliçons de música de Daniel Gottlob Türk. Des de molt jove revelà gran disposició per l'art musical i es distingí com a notable cantor, mereixent que el rei Jeroni I de Westfàlia li atorgués una pensió per tal que pogués prosseguir els seus estudis musicals, però la caiguda de Napoleó –del qual Jeroni I era germà– el privarà d'aquests recursos i, llavors, sense deixar la música, continuarà els estudis de teologia.
Durant molts anys ocupa a Szczecin –ciutat llavors pertanyen a Alemanya– el càrrec de director de música en el seminari de mestres, en el gimnàs i en l'església d'aquesta població, on va tenir alumnes com Johann August Wilhelm Todt. Durant l'hivern de 1819 a 1820 visità Dresden, i hi va conèixer Carl Maria von Weber, que l'encoratjà amb els seus treballs.
Amb motiu d'un altre viatge que feu a Jena, presentà a Goethe una col·lecció de balades que havia compost amb lletra d'aquest poeta. També va donar classes a Viena tenint entre altres alumnes l'austríac Theodor Streicher.
El 1866 es retirà de la feina. Aquest compositor fou i encara és molt popular a Alemanya; deixà unes 145 obres, figurant entre elles nombroses balades, inspirades en les més cèlebres poesies de Johann Gottfried Herder, Koener, Uhland, el famós Goethe i d'altres poetes compatriotes seus; va destacar verdaderament en aquest gènere i es pot assegurar que és el creador d'una nova forma de balades, ja que per la persistència d'una melodia determinada dona al poema un caràcter d'expressió real, a pesar de la senzillesa dels mitjans emprats.

## Obres més importants
- Balades
Der Erlk¨nig: és la primera de les balades i fou escrita per Löwe quan ear estudiant el 1818
Archibald Douglas
Tom der Reimer
Edward
Heinrich der Vogler
Prinz Eugen
Oluf
Der Nöck
Una espècie de balades són també les seves llegendesDie Uhr
Els Oratoris:
Die Zerstörung Jerusalemss
Die Sieben Schlaefer
Johann Huss
Die eherne Schlange
Die Apostel von Philippi
Johannes der Tänfer, etc..
L'opereta:
La cabanya dels Alps
Rodolfo
Òpera tràgica:
Die drei Wünsche, òpera representada a Berlín el 1931
Òpera romàntica
Malek Adel
Els poemes lírics
Mazeppa
El germà misericordiós
Així com cantates, simfonies, obertures, quartets. etc.

Com a escriptor, Löwe té una obra sobre el cant Gesanglehre für Gymnasien, Seminarien und Bügerschulen (Szczecin, 1827). L'obra didàctica Gesanglehre, prahtisch und theoritisch (Szczecin, 1826) i un breu comentari a la segona part del Faust (Goethe) fet a Berlín el 1834, fou objecte especial de la crítica per una part d'aquesta.